# Blackbird (zangeres)
Blackbird ('s-Hertogenbosch, 21 maart 1987), artiestennaam van Merel Koman, is een Nederlandse singer/songwriter. De zangeres kreeg bekendheid met haar ep One of the Wild Ones. Haar artiestenaam is de Engelse vertaling van haar voornaam Merel.
In 2020 bracht zij het album Blackbird uit als vervolg op het succes van haar ep. Dit album bevatte de singles Lost in the Middle, I'm Like You en Tell Your Mama. Met alle drie sleepte ze een NPO Radio 2 TopSong binnen. Een jaar later volgde een deluxe versie van dit album.

## Levensloop
Blackbird werd geboren in 's-Hertogenbosch, maar groeide op in het Limburgse Kessel. Zij werd op jonge leeftijd al geïnspireerd door zangeressen zoals Sheryl Crow en Alanis Morissette. Blackbird studeerde jazz en pop aan de HKU in Utrecht en vestigde zich daarna in Amsterdam.
In mei 2017 kwam haar debuutsingle Wicked Song uit. Door dit zelfgeschreven nummer werd ze uitgeroepen tot NPO Radio 2 Nieuwe Naam. Het succes van dit nummer zorgde ervoor dat Blackbird als special guest mocht optreden tijdens de tournee van Douwe Bob in Carré. Haar tweede single Lost in the Middle werd de 5-sterrentrack van Gerard Ekdom en Rob Stenders. Het nummer werd bekroond tot NPO Radio 2 Top Song, net zoals de derde single The One.
In 2018 kwam Blackbirds eerste ep One of the Wild Ones uit. Nummers voor deze ep heeft ze geschreven in onder andere Berlijn en New York. Van deze ep zijn vier radiosingles uitgebracht: Wicked Song, Lost in the Middle, The One en One of the Wild Ones. De ep werd opgenomen in de Electric Monkey Studio in Amsterdam-Noord, met de oude analoge mengtafel van Ennio Morricone en geproduceerd door Paul Willemsen. In het najaar van 2018 speelde ze haar eerste clubtournee, de 'Wild One clubtour'. Ook verzorgde ze de voorprogramma's van Sheryl Crow en Beth Hart.
In 2020 bracht Blackbird haar dbuutalbum Blackbird uit. Precies op de eerste dag van de coronapandemie. Met de single I'm Like You had Blackbird haar vierde NPO Radio 2 TopSong te pakken. Vanwege het radiosucces van het album werd Blackbird gevraagd om op verschillende festivals te spelen zoals Eurosonic Noorderslag en Ilse DeLanges festival Tuckerville. In 2020 won ze de Limburgse Popprijs.
Blackbird maakte in 2021 voor Omroep MAX Gouden Helden de cover Lean on Me, een Engelstalige versie van Leun op mij van Ruth Jacott. Niet zonder succes: het nummer had eind 2024 meer dan zes miljoen streams op streamingdienst Spotify. Samen met het Metropole Orkest bracht Blackbird op nieuwjaarsdag 2021 de single New Year's Morning uit. 
In juni 2022 verscheen Blackbird eerste single voor een nieuwe ep: Green Lights. De tweede single voor dit album was Built and Broken en kwam in de Tipparade tot de 21e plaats. In februari 2023 werd de nieuwe EP uitgebracht en toerde zij in het voorjaar van 2023 door Nederland. Later dat jaar verscheen in november haar tweede album 'Pink Shades'. 
- MusicBrainz: 081942ef-7550-4f40-bbaf-06f5fcc75728